# バーティポート
バーティポート（英: Vertiport）とは、垂直離着陸用飛行場のことで、垂直離着陸可能な航空機が離着陸する飛行場のことをいう。垂直を意味する「Vertical」と空港「airport」の二語を合わせてできた単語である。Vertiport の頭文字 "V" をとって、Vポートと呼ばれることもある。
空飛ぶクルマ（eVTOL＝電動の垂直離着陸機）用の飛行場のことを指す場合もあるが、広義の意味では電動に限らず、垂直離着陸可能な機体向けの飛行場を意味する。

## 概要
飛行場の規模や設備によって、バーティハブ (Vertihub) 、バーティポート (Vertiport) 、バーティストップ (Vertistop) に分類される。NASAの定義によれば、それぞれ以下の通りである。
バーティハブ
メンテナンス、修理、及びオーバーホール作業が可能な施設を持ち、長距離輸送の垂直離着陸機の駐機場や集中管制システムを整備した大規模な施設。
バーティポート
1つか2つの垂直離着陸機及び回転翼航空機の離着陸帯があり、急速充電やバッテリー交換設備を備える識別可能な地上や建物または建物の設備を含む嵩上げされた中規模な施設。
バーティストップ
垂直離着陸機や回転翼航空機が、乗客の乗降や貨物の積み込みや積み下ろしのための離着陸だけを目的とする小規模な施設。

## 設計基準
バーティポートの設計基準は、1991年5月31日にアメリカ連邦航空局 (FAA) がAdvisory Circular (AC) 150/5390-3、「VERTIPORT DESIGN」を発行している。当時、ティルトローター技術開発され都市の中心部から中心部への空の移動が可能になることを想定しACが発行されたようであるが、互換性のある航空機の使用がないことを理由に2010年7月28日にACがキャンセルになり、2012年に発行されたAC150/5390-2C「Heliport Design」がティルトローター機の運用を念頭において策定されたAC150/5390-3を内包した内容となっている。それ以降、垂直離着陸可能な機体に特化した設計基準となる指針は世界的になかったが、前述のFAAや欧州航空安全機関 (EASA)がそれぞれバーティポートの設計仕様の草案を発表しており、今後国際標準が策定されると見られている。
日本国内においては、空の移動革命に向けた官民協議会により、2022年3月に空の移動革命に向けたロードマップが改訂され、その中では2020年代後半に国際標準に沿った空飛ぶクルマ専用離着陸場の基準整備が目指されている。